# Calenjins
Calenjins (kalenjins) são um grupo nilota de aproximadamente 2 milhões de indivíduos que habita sobretudo na área da extinta província do Vale do Rifte, no Quênia. Acredita-se que teriam surgido há aproximadamente 1000 anos, quando surgem como um grupo étnico identificável entre o lago Turcana e os planaltos setentrionais da Abissínia. Sua língua é parte do ramo do planalto, ou setentrional, das línguas nilóticas. Se subdividem em vários grupos: quipsiguis, nandis, teriques, queios, tugens, maracuetes, pocotes, sabaotes, sebeis e oquieques. Muitos deles são pequenos fazendeiros e criadores de gado.